# Cardiophorus cyanipennis
Cardiophorus cyanipennis is een keversoort uit de familie kniptorren (Elateridae). De wetenschappelijke naam van de soort is voor het eerst geldig gepubliceerd in 1852 door Mulsant & Wachanru.